# Angélique (opéra)
Pour les articles homonymes, voir Angélique.
Angélique est une farce en un acte de Jacques Ibert sur des paroles de Nino son beau-frère. Créée au théâtre Femina le 28 janvier 1928 par la Compagnie Bériza sous la direction de Vladimir Golschmann, puis à l'Opéra-Comique en juin 1930 avec Roger Bourdin et Emilio Pujol.

## Argument
Boniface marchand de porcelaine dans un port voudrait se débarrasser de sa femme Angélique dont il ne supporte plus le caractère emporté et impulsif.